# Swietłana Korolowa
Swietłana Władimirowna Korolowa, po mężu Babicz, ros. Светлана Владимировна Королëва-Бабич (ur. 17 lipca 1947 w Pawłowsku) – lekkoatletka specjalizująca się w rzucie oszczepem, która reprezentowała Związek Radziecki.
Dwukrotnie startowała w igrzyskach olimpijskich: Monachium 1972 (8. miejsce) oraz Montreal 1976 (6. miejsce). W roku 1973 zdobyła złoty medal uniwersjady. Rekord życiowy: 63,74 (1976).